# Creature di Dungeons & Dragons

## Aasimar
Gli Aasimar sono una razza di creature umanoidi. Controparte buona dei tiefling, hanno il sangue di un celestiale, ovvero di una creatura extraplanare che abita uno dei piani di esistenza del Bene. La classe preferita per gli Aasimar è il Paladino.

## Arconte
Nella prima e nella seconda edizione gli arconti sono sagge e potenti creature dei livelli superiori, nella terza sono creature celestiali. Sono forze inviate dai poteri superiori per aiutare il bene nella battaglia contro il male. Nella quarta edizione, il termine "arconti" si riferisce invece alle forze elementari del caos e della distruzione.

## Cangiante
Cangiante è una razza presente nell'ambientazione Eberron. I cangianti sono nati dall'unione degli umani con i doppelgänger e sono presto diventati una razza separata, distinta dai loro progenitori. Non possiedono la piena capacità di cambiare forma dei doppelganger, ma possono creare dei travestimenti molto efficaci a piacimento. Questa capacità li rende ottime spie e criminali consumati e molti cangianti si rivelano all'altezza di questa fama.

### Descrizione fisica
I cangianti sono molto simili ai loro progenitori doppelganger e presentano solo qualche vaga traccia del loro retaggio umano. Tutti i cangianti rientrano nei limiti delle creature di taglia media, con un'altezza che di solito va dai 150 a 180 cm. A differenza dei veri doppelganger, i cangianti sono creature sessuate nella loro forma naturale, anche se sono comunque in grado di assumere qualsiasi forma desiderino. I cangianti hanno la pelle color grigio pallido e i loro capelli sono chiari e sottili. I loro arti sono lunghi e leggermente sproporzionati rispetto a quelli dei normali umanoidi. Le loro facce hanno lineamenti leggermente più distinti di quelli di un doppelganger, compreso un accenno di naso e di labbra, anche se i loro occhi rimangono bianchi e vuoti e i loro altri lineamenti appaiono incompleti rispetto a quelli degli umani.

### Cultura
Molti cangianti adorano il Viaggiatore, uno dei Sei Oscuri. Altri seguono una filosofia personale, quella della forma perfetta, secondo la quale la trasformazione fisica è una pratica mistica che simboleggia la purificazione spirituale. Questa filosofia è curiosamente amorale e annovera tra i suoi seguaci sia assassini che santi e asceti.
I cangianti parlano il comune, ma spesso imparano il maggior numero di linguaggi possibile in modo da poter assumere una moltitudine di identità fittizie.

## Demilich
Il Demilich è un mostro del libro del Manuale dei livelli epici.

### Aspetto
Un demilich è un lich (non morto) che ha imparato a creare le gemme dell'anima, gioielli nei quali sono intrappolate delle anime. A differenza del lich, la forma del demilich è molto più minuta poiché il suo aspetto è quella di un osso della creatura base incastonato di gemme. La forma più comune è quella di un teschio con due gemme incastonate nelle orbite.

### Caratteristiche
Come il lich, di solito sono gli incantatori arcani a diventare demilich, ma in generale possono diventarlo maghi, stregoni e chierici. Tutti devono essere di allineamento malvagio, in quanto sia le conoscenze necessarie, che i mezzi utilizzati per il processo di trasformazione richiedono una buona dose di crudeltà. Essendo in un certo senso la forma evoluta del lich (poiché bisogna essere dei lich per diventare demilich), questo essere entra nelle profondità degli abissi del male diventando un essere di pura perfidia.
I demilich sono amanti dei viaggi tra i diversi piani di esistenza, beneficiando così sia della capacità dei lich di utilizzare oggetti magici tramite il filatterio che dell'uso di proiezione astrale come capacità magica concessa dall'archetipo di demilich.
Per poter diventare demilich, il personaggio già lich deve essere di livello epico (deve superare il ventesimo livello di classe totale), deve possedere il talento di creare oggetti meravigliosi e deve creare oltre al filatterio, otto gemme dell'anima dal costo di 120.000M O ciascuna in cui intrappolerà altrettante anime tramite il suo potere Intrappolare Anima.
Conserva gli attacchi e le qualità speciali da lich (tra cui i Tratti dei non morti, L'aura di paura e il Tocco paralizzante), e inoltre può lanciare incantesimi senza componenti somatici, gli incantesimi dal primo al terzo sono considerati rapidi senza che occupino slot superiori, una riduzione del danno elevata (RD 30/-) e ottiene immunità alla quasi totalità degli incantesimi tranne alcuni come frantumare, dissolvi il male e punizione sacra. Sebbene appaia come un essere di taglia Minuscola, il demilich può usufruire di oggetti magici ed equipaggiamento come tutti gli altri aumentandone la pericolosità.

### Combattimento
In combattimento è un avversario molto astuto, anche se non ama riempirsi di incantesimi di difesa, grazie alle grandi immunità ed ai tanti poteri di cui già dispone. Preferisce lasciare il combattimento ai suoi apprendisti (o seguaci), anche loro incantatori arcani o lich divini.
Il demilich conserva tutte le conoscenze che aveva in passato ed è quindi in grado di proseguire con l'avanzamento per classi di personaggio anche in questa forma. Un demilich è quasi sempre un incantatore epico (cioè in grado di lanciare incantesimi epici).

## Demone
I demoni sono esseri immondi nativi dell'Abisso. Esistono moltissimi tipi di demoni, ma la maggior parte di essi appartengono alla razza dei tanar'ri. I demoni sono tutti di allineamento Caotico Malvagio. Sono creature immensamente malvagie che traggono piacere dalla sofferenza e dalla paura altrui, e non esitano ad attaccare persino i loro simili; alcuni amano tentare i mortali per indurli alla depravazione. Sono nemici dei diavoli, con cui sono spesso in conflitto.

## Diavolo
i diavoli sono esseri immondi nativi dei Nove Inferi di Baator. Esistono moltissimi tipi di diavoli; spesso hanno i tratti caratteristici dei gargoyle gotici. La maggior parte di essi sono baatezu e sono tutti di allineamento Legale Malvagio; si comportano come crudeli tiranni, sempre in cerca di schiavi ed anime da asservire. A differenza dei demoni, con cui sono spesso in conflitto, hanno una struttura gerarchica molto ben definita.

## Drider
Un drider è un'aberrazione che un tempo era un drow (elfo scuro). Nel gioco, i drider sono creature simili a centauri, con la differenza che dalla vita in su sembrano dei drow mentre dalla vita in giù hanno un enorme addome e le zampe tipiche di un ragno. Il loro habitat più comune è il Sottosuolo.

### Storia editoriale
Il drider è stato introdotto nel gioco di D&D per la prima volta nella prima edizione di Advanced Dungeons & Dragons. In questa edizione del gioco, un drider è un drow che ha subito una trasformazione del proprio corpo in conseguenza della quale ha ora, al posto delle gambe, il corpo di un ragno. Tale trasformazione è una forma di punizione per aver in qualche modo offeso la dea Lolth o aver fallito una delle prove assegnata da quest'ultima. Così come descritto, il drider appare per la prima volta nel modulo Queen of the Demonweb Pits (1980). Successivamente, il drider trova posto nel Monster Manual II (1983). In un articolo della rivista Dragon (nº 129), il drider viene descritto con maggior dettaglio.
Nella 2ª edizione di AD&D, il drider compare per la prima volta nel Monstrous Compendium Volume Two (1989) alla voce "elf, drow", che trova poi collocazione nel Manuale dei Mostri (1993 edizione americana, 1993 e 1997 edizione italiana).
Il drider torna anche nella 3ª edizione di D&D, nel Manuale dei Mostri (2000 edizione americana, 2001 edizione italiana). Nel supplemento Specie Selvagge (2003 edizione americana, 2004 edizione italiana), il drider non è più solo un mostro ma diventa una razza a tutti gli effetti, giocabile dai giocatori. Nel passaggio all'edizione 3.5, il drider compare nel "Manuale dei Mostri" aggiornato (2003). La rivista Dragon (nº 312) pubblica una nuova descrizione del drider nell'articolo Ecology of the Drider.
La 4ª edizione di D&D ripropone infine il drider nel Manuale dei Mostri (2008), nelle varianti drider Signore delle Zanne e drider Tessitore d'Ombra. Al contrario di quanto sostenuto nelle precedenti edizioni del gioco e in alcuni dei romanzi ambientati nei mondi di D&D, il Manuale dei Mostri della Quarta Edizione sostiene che la trasformazione in drider sia un "dono" da parte di Lolth.

### Ecologia
In Dungeons & Dragons, solo le sacerdotesse di alto livello di Lolth che godono del favore della dea sono in grado di compiere il rituale che consente di trasformare un drow in drider. La trasformazione in sé è un evento molto doloroso che dura circa 12 ore. Una volta completata, la creatura è in grado di iniettare veleno tramite morso e la sua dieta è completamente cambiata: per poter sopravvivere, un drider necessita di bere il sangue di creature viventi. Un drider conserva tutti gli incantesimi e le capacità magiche eventualmente posseduti in precedenza, così come i ricordi e le capacità cognitive (in termini di gioco, il drow mantiene il suo punteggio di intelligenza e può appartenere a qualsiasi classe del personaggio). Il ricordo della vita precedente del drider lo rende una creatura particolarmente cinica e animosa. Molti drider sono alla spasmodica ricerca di qualunque forma di magia che possa riportarli alla forma precedente.
Nelle prime edizioni di D&D, un drider non ha sesso a seguito della trasformazione fisica subita ma è comunque in grado di riprodursi. Nell'edizione 3.5, sembra invece possedere una connotazione di genere, così come il mantenimento di alcune delle caratteristiche fisiche che lo marcavano in precedenza ma non è chiaro se sia in grado di riprodursi o meno.

### Società
Nel mondo di D&D, i drider hanno ruoli diversi all'interno della società drow. Gli elfi scuri li temono e allo stesso tempo li disprezzano. Dopo la trasformazione, i drider trovano rifugio nelle zone selvagge intorno a una città drow. La loro compagnia è costituita da ragni minuscoli, enormi e giganteschi. I drider parlano comune, elfico e sottocomune (nella prima e seconda edizione del gioco, i drider parlavano drow). I drider sono quasi sempre di allineamento caotico malvagio.
Nella 4ª edizione del gioco, diventare un drider è un "dono", una vera e propria benedizione da parte di Lolth.

### Nelle varie ambientazioni
Nell'ambientazione di Eberron, i drider sono creature non legate alla società drow. Poiché Vulkoor, la principale divinità drow di Eberron, ha un'affinità con gli scorpioni, il ruolo idealmente ricoperto dai drider in altre ambientazioni (in particolare nei Forgotten Realms) ricade sugli scorrow, una razza taurica metà drow metà scorpione. Gli scorrow però non sono reietti ma, al contrario, godono di grande prestigio preso i drow e, sempre al contrario delle loro controparti nei Forgotten Realms) che si ritrovano ai margini delle società drow, formano delle vere e proprie comunità indipendenti. Gli scorrow sono anche in grado di riprodursi. Gli scorrow hanno poi sostituito una razza di scorpioni-centauri simile già proposta in un supplemento precedente.
Nel gioco di ruolo Pathfinder, nell'ambientazione predefinita Golarion, i drider non sono stati puniti/benedetti da alcuna divinità bensì sono la risultante di una creazione da parte dei drow mediante il procedimento detto "fleshcrafting".

## Firbolg
I Firbolg sono giganti solitari che cercano di evitare il contatto con altre razze senzienti. All'interno della loro società sono organizzati in colonie, solitamente locate in foreste o caverne e difese da torri di guardia. Sebbene siano anche dei coltivatori prediligono la caccia per procurarsi il necessario e, a differenza di altri giganti, tendono ad evitare il banditismo.
Sono tipicamente Neutrali puri e hanno, come tratto caratteristico, una lunga e folta barba che, sebbene possa essere di diversi colori, è tipicamente bionda o rossa.
La divinità maggiore dei Firbolg è Hiatea.

### Pubblicazioni
Il Firbolg fa la sua prima apparizione nel manuale dei mostri II (1983) della prima edizione di D&D, sotto la categoria "Gigante". Successivamente, nella seconda edizione, lo troviamo nel Monstrous Compendium Volume Two (1989), e nel Monstrous Manual (1993) sempre sotto la voce "Gigante". Appare anche come razza di personaggio giocabile nel The Complete Book of Humanoids (1993). Nell'ambientazione Forgotten Realms  il Firbolg è dettagliatamente descritto nel manuale Giantcraft (1995). Nella terza edizione il Firbolg appare nel Manuale dei Mostri II (2002). Non è presente nell'edizione 3.5 ma torna nella quarta sempre nel Manuale dei Mostri II (2009).

## Forgiato
Forgiato è una delle razze disponibili per il gioco di ruolo Dungeons & Dragons, introdotta nel supplemento Eberron. I forgiati, costruiti come macchine prive di volontà destinate solamente a combattere, hanno sviluppato una volontà propria come effetto collaterale degli esperimenti arcani che dovevano avere lo scopo di trasformarli in armi di distruzione suprema. Ad ogni modello successivo che emergeva dalle forge adibite alla loro creazione si evolvevano ulteriormente, finché non divennero un nuovo tipo di creatura: un costrutto vivente.

### Descrizione fisica
I forgiati hanno l'aspetto di giganteschi umanoidi composti da un misto di vari materiali (ossidiana, ferro, pietra, legno, argento e materiali organici), ma sono in grado di muoversi con sorprendente agilità e flessibilità. Il loro corpo è composto da placche flessibili collegate a grossi fasci di fibre e la loro testa è solitamente priva di lineamenti o di connotazioni particolari. Tutti i forgiati sfoggiano un corpo robusto e asessuato, tuttavia la loro personalità può sembrare che tenda di più verso il maschile o il femminile, ma molto dipende dal punto di vista dell'osservatore. Non invecchiano naturalmente, sebbene i loro corpi cedano gradualmente all'usura e le loro menti siano in grado di accumulare apprendimento ed esperienza. I forgiati, a differenza di altri costrutti, hanno imparato a modificare i loro corpi attraverso la magia e l'addestramento. Molto forgiati si rivestono di placche di metallo molto più robuste di quelle usate dal loro creatore. queste armature personalizzate, assieme alle armi integrate ai loro corpi e ad altre modifiche alla loro forma fisica sono anche un modo per differenziarsi tra di loro.

### Cultura
I forgiati solitamente sono di allineamento neutrale. Sono stati costruiti per combattere, non per chiedersi se ciò sia giusto o meno. Anche se sono perfettamente in grado di pensare in modo indipendente e di riflettere sulle questioni morali, molti preferiscono non addentrarsi in certi argomenti. Dal momento che molti forgiati non sembrano intenzionati ad aderire ad alcuna filosofia etica o morale, sono pochi quelli che dimostrano interesse verso la religione. Alcuni forgiati hanno trovato una risposta agli interrogativi della vita, aderendo a una o all'altra religione, ma si tratta una minoranza marginale rispetto al resto della razza. I forgiati parlano il Comune, dal momento che furono ideati per comunicare con i loro creatori e proprietari, per la maggior parte umani.

## Genasi
i genasi sono una razza di stirpeplanari che discendono da creature come efreeti, dao, mārid o djinni, provenienti dai Piani elementali. I genasi sono generalmente molto orgogliosi di questa loro discendenza, e i tratti del loro lignaggio sono spesso ben visibili nel loro aspetto. Sono quasi sempre di allineamento neutrale. La classe preferita dei genasi è il guerriero.
I tipi di genasi sono quattro:
- Genasi dell'Aria: si considerano eredi dei venti e della stessa aria del mondo. Sono rapidi e astuti, ma arroganti e dal comportamento scostante.
- Genasi della Terra: lenti, potenti e robusti i genasi della Terra mostrano grande risolutezza nelle decisioni, ma sono assai introversi e ostinati.
- Genasi del Fuoco: sono eleganti, intelligenti e indomiti, ma facilmente irascibili e molto vanitosi.
- Genasi dell'Acqua: sono pazienti e amano cambiamenti graduali e mai affrettati. Sono resistenti, ma dalla personalità fredda e introversa.

### I genasi in Forgotten Realms
Nell'ambientazione Forgotten Realms, i genasi provengono da zone dove è forte la presenza del loro elemento o vi sono tracce delle entità extraplanari da cui discendono.
I genasi dell'Aria e quelli del Fuoco sono molto diffusi nel Calimshan, un paese a lungo dominato da efreeti o djinni. I genasi del Fuoco si possono trovare anche in zone vulcaniche. I genasi della Terra provengono soprattutto dalle aspre catene montuose del Nord, mentre quelli dell'Acqua abitano le zone costiere vicino ai mari principali di Faerûn.

## Gibberling
il gibberling è una creatura umanoide.

### Descrizione
Il gibberlin appare come un umanoide muscoloso, puzzolente, che spesso cammina a quattro zampe. Ha una folta criniera pelosa come un leone, di colore nero scuro o blu notte. La pelle è ricoperta di un rado pelo nero, ed è di colore viola, viola scuro, talvolta blu o marrone. La sua altezza si aggira intorno al metro e mezzo, ma spesso possono apparire più bassi, in quanto camminano e corrono a quattro zampe e non sanno stare in posizione eretta. Hanno i sensi molto sviluppati e sanno riconoscere l'odore di carne umana o animale da moltissimi metri di distanza.
Non si riesce a distinguere fra gibberling maschio e femmina, ma si suppone che siano mammiferi.

### Carattere
Sono esseri malvagi, spinti per lo più dalla voglia di far danni o semplicemente di cibo (sono carnivori). Non hanno un'intelligenza elevata, e non riescono quindi ad utilizzare armi da lancio, da tiro o armi in cui è richiesta una certa dose di tecnica.

### Tattica di combattimento
Attaccano quasi sempre con i loro artigli, ma talvolta possono utilizzare — in modo rudimentale — coltelli o clave. Spesso cacciano durante la notte (ciò spiega il motivo per cui la loro pelle ha tonalità scure). Molto spesso, gli avventurieri che si accampano in zone infestate da gibberling subiscono attacchi notturni da parte di branchi costituiti da cinquanta fino a duecento esemplari. Anche se numerosi, per un gruppo di avventurieri ben armati e addestrati al combattimento i gibberling non costituiscono un elevato pericolo, in quanto combattono senza strategia e senza astuzia, limitandosi a correre incontro alla preda finché non l'hanno a portata di artiglio.

### I gibberling inForgotten Realms
Nel videogioco Baldur's Gate, i gibberling si trovano nelle prime zone che il giocatore esplora; si presentano in gruppi da tre a otto esseri. Nel gioco, sono gli avversari più deboli che si affrontano (con la sola possibile eccezione degli Xvart); tuttavia, se per qualche ragione il gruppo di avventurieri controllato dal giocatore si accampa per riposare in una loro zona di caccia, è molto probabile che venga svegliato in seguito all'attacco dei gibberling.

## Gnoll
Gli gnoll sono iene umanoidi, alte circa due metri e pesanti approssimativamente 150 kg. La loro pelliccia è in genere grigio-rossastra o giallo sporco. Seguono la legge del più forte. Solo un capo rigido e motivato può comandare queste creature che non sopportano le gerarchie. Disprezzano tutti gli altri umanoidi, con un odio speciale per i giganti.
Preferiscono cacciare al buio per poter attaccare con l'aiuto dell'oscurità le loro vittime. In genere si cibano di creature intelligenti perché amano sentirle urlare mentre soffrono. In guerra gli gnoll preferiscono attaccare in maggioranza numerica, anche perché di natura non sono molto coraggiosi; la maggior parte degli gnoll ignora la strategia militare e basa il combattimento solo su forza e numero, sfruttando spesso le imboscate.
Gli gnoll venerano Yeenoghu, il signore dei demoni, che assomiglia ad uno gnoll macilento.

## Hobgoblin
Gli hobgoblin sono creature fantastiche del gioco di ruolo fantasy Dungeons & Dragons. Sono esseri umanoidi (di taglia media) affini ai goblin, ma più grandi, agguerriti e feroci di questi ultimi.

### Descrizione fisica
Gli hobgoblin sono alti in media poco meno di due metri ed il loro peso si aggira intorno ai cento, centodieci chilogrammi, la loro pigmentazione tende al marrone, il loro viso è simile a quello dei goblin, ma è coperto da una peluria castana ed hanno il naso meno schiacciato dei loro parenti più piccoli. Hanno un olfatto ed un udito piuttosto acuti e sono in grado di vedere nell'oscurità totale fino a diciotto metri di profondità (in bianco e nero), questa capacità è detta scurovisione.

### Attività
La loro occupazione è quasi esclusivamente combattere, sono bellicosi e la grande maggioranza di essi si dedica alla carriera di guerriero (è la loro classe preferita), il loro addestramento è improntato su un'impostazione militare ed è più disciplinato rispetto a quello degli altri umanoidi selvaggi, come ad esempio gli orchi. Gli hobgoblin si trovano praticamente in perenne conflitto con nani, gnomi, elfi e con la maggior parte delle creature che vivono vicino ad essi, sebbene possano stringere alleanze temporanee con goblin, bugbear, orchi ed ogre ma anche in queste occasioni i rapporti sono percorsi da conflitti che rendono instabile ogni accordo.

### Società hobgoblin
Gli hobgoblin vivono in villaggi abitati da vari nuclei familiari, all'interno di un insediamento gli unici a non combattere sono di solito solo quelli non in condizioni di farlo (giovani, vecchi, individui malati o feriti gravemente).
Le loro principali fonti di sostentamento sono razzie e saccheggi ai danni di altre razze.
Riguardo alla religione gli hobgoblin adorano il dio delle razze goblin ed il loro allineamento è generalmente Legale Malvagio.

## Mephit
I mephit sono creature extraplanari simili agli imp.

### Pubblicazione
Queste creature sono apparse per la prima volta col nome di "imp" nella rivista White Dwarf numero 13 (giugno 1979), divisi nei sottotipi di imp del fuoco, del magma, del fumo e del vapore. I mephit del fuoco, della lava, del fumo e del vapore sono apparsi nella prima edizione del Fiend Folio (1981). I mephit del ghiaccio e della nebbia sono apparsi per la prima volta nel modulo di avventure Eye of the Serpent (1984).  Dimwold il Mephit è apparso nel modulo The Throne of Bloodstone (1988).
Tutti questi mephit sono apparsi nuovamente nella seconda edizione dell'ambientazione di Greyhawk, nel modulo Greyhawk Ruins (1990), e sono stati riportati nel Monstrous Compendium Fiend Folio Appendix (1992), e nel Monstrous Manual (1993). I mephit dell'aria, della cenere, della polvere, della terra, del fuoco, del ghiaccio, del fulmine, del magma, minerali, della nebbia, della melma, radianti, del sale, del fumo, del vapore e dell'acqua sono apparsi nell'ambientazione di Planescape nel Planescape Monstrous Compendium Appendix (1994).
I mephit dell'aria, della polvere, della terra, del fuoco, del ghiaccio, del magma, della melma, del sale, del vapore e dell'acqua sono apparsi nella terza edizione del Monster Manual (2000),. Il mephit del ghiaccio come famiglio è apparso in Tome and Blood (2001), e viene ripreso nell'edizione 3.5 della Dungeon Master's Guide (2003). Il mephit del vetro ed il mephit sulfureo sono stati introdotti in Sandstorm (2005).

### Descrizione
I mephit sono di aspetto vagamente umanoide ma più piccoli (sono alti circa 1 metro e 20). La loro indole cambia a seconda del piano di origine, ma in genere non sono amichevoli. Ogni tipo di mephit ha una sorta di "arma a soffio" (ovvero un respiro infuso di qualche potere elementale), che causa un lieve ammontare di danni, anche se la sua vera funzione (come per lo spruzzo delle puzzole) sarebbe di allontanare o spaventare i possibili avversari.
I mephit non sono nativi del Piano materiale, e la loro presenza lì significa che qualcuno ve li ha evocati, dato che sono collegati ai differenti Piani Elementali o quasi-Elementali di esistenza. Tutti i mephit sono considerati creature extraplanari.

### Tipi di mephit
- Mephit del fuoco
- Mephit dell'acqua
- Mephit dell'aria
- Mephit della terra
- Mephit del sale
- Mephit della cenere
- Mephit del vapore
- Mephit della melma
- Mephit del magma
- Mephit del fulmine
- Mephit del ghiaccio
- Mephit della polvere
- Mephit del fumo
- Mephit della nebbia
- Mephit radiante
- Mephit minerale
- Mephit del vetro
- Mephit sulfureo

## Mezzorco
il Mezzorco (Half-orc nella versione originale in inglese) è una delle razze descritte. Definibile come mezzo orco e mezzo umano, è una razza ibrida poiché l'individuo discende dall'unione di un orco con un umano. I tratti razziali sono il risultato di una trasmissione ereditaria equamente distribuita fra entrambe le razze originarie: ha lo spirito d'adattamento, l'ambizione, e l'inventiva di un umano ma la brutalità e la tendenza a compiere atti malvagi degli antenati orchi.

### Caratteristiche
Un mezzorco, che può vivere mediamente per 75 anni, anche nell'aspetto evidenza la sua appartenenza a due razze diverse: è un umanoide solitamente alto come un umano ma più pesante, data la robusta muscolatura ereditata dall'orco. I tratti orcheschi sono ben riconoscibili: pelle grigio-verde, fronte alta e sfuggente, mascella prominente, canini inferiori molto sporgenti sopra il labbro inferiore, folta peluria diffusa su tutto il corpo; non manca anche la scurovisione, ovvero la capacità di vedere al buio.
Il mezzorco è testardo, irascibile, irruente, rozzo, spesso violento. Disdegnando tutto ciò che riguarda la scienza o la filosofia, gli piace fare cose semplici come festeggiare le vittorie in battaglia, ballare selvaggiamente, ubriacarsi e prendere parte a risse nelle taverne; è evidente che le sue azioni non sono mai compiute prevedendone le conseguenze e che preferisce agire piuttosto che pensare. Ama ostentare le sue cicatrici, che considera un simbolo di forza degno di rispetto.
I mezzorchi vivono prevalentemente in territori selvaggi mischiati a tribù di orchi, ma mai eccessivamente lontani da zone civilizzate; a volte riescono a vivere in mezzo agli umani, ma solo con quelli che compiono lo sforzo di accettarli. Non è una razza particolarmente tollerante: provano una certa antipatia verso elfi e mezzelfi, che sfocia nell'odio contro nani e gnomi; solo nei confronti degli umani sembrano ragionevoli, con i quali si aggregano spesso in compagnie d'avventura. I linguaggi normalmente conosciuti dalla razza sono l'Orchesco (la lingua degli orchi) e il Comune (la tipica lingua degli umani); a volte, individui particolarmente intelligenti possono conoscere i linguaggi di altre creature.

### Evoluzione nella storia di D&D

#### AD&D Prima Edizione
La razza è per la prima volta presente nel gioco, inserita fra quelle che un giocatore può scegliere per il suo personaggio giocante. Il mezzorco può accedere alle classi Chierico, Guerriero, Ladro e Assassino ma, tranne che nella sottoclasse, con forti limitazioni nel livello massimo raggiungibile. Il retaggio umano gli permette di avere numerose combinazioni multiclasse fra cui scegliere:
- Chierico/Guerriero
- Chierico/Ladro
- Chierico/Assassino
- Guerriero/Ladro
- Guerriero/Assassino

Ma se un PG desidera essere di razza mezzorchesca deve soddisfare dei requisiti nei valori minimi delle caratteristiche (con distinzione in base al sesso). Da sottolineare che, in AD&D, un mezzorco non può avere un punteggio di Destrezza e Saggezza superiore a 17 e un punteggio di Carisma superiore a 12 (molto basso, se si considera che il valore massimo è 18 e che i punteggi attorno al 10 rappresentano quelli di un individuo nella normalità, il che, per un avventuriero, non è mai buona cosa). Non vi sono restrizioni nella scelta dei nove allineamenti, se non in dipendenza della classe di appartenenza. A differenza di altre razze, non ha particolari capacità speciali razziali, se non l'infravisione. Avendo un bonus razziale alla Forza e alla Costituzione ma una pesante penalità al Carisma, non può che contare sulla forza bruta. L'Orchesco, il linguaggio d'allineamento e il Comune sono i linguaggi che, in D&D3ed, verrebbero definiti "automatici"; la scelta di quelli addizionali ("linguaggi bonus" in D&D3ed), cioè a libera scelta del giocatore, il cui numero è determinato dal punteggio di Intelligenza, non è, come in D&D3ed, ristretta ad una lista ma il loro numero è molto limitato rispetto ad un personaggio umano.

#### D&D Terza Edizione
Dopo essere stata eliminata in AD&D Seconda Edizione, la razza è reinserita nella sua collocazione originaria, ovvero fra quelle "standard" del Manuale del Giocatore, segno di una chiara tendenza ad un "ritorno alle origini" dell'edizione. Oltre che non esserci più nessuna limitazione nella scelta della classe e nessun punteggio minimo richiesto nelle caratteristiche, al posto dell'infravisione, eliminata in questa edizione, il mezzorco ha la scurovisione; ma, in pratica, non cambia nulla nella sua visione in assenza di luce. La modifica più rilevante riguarda i modificatori razziali: il bonus alla Costituzione scompare, mentre viene aggiunta una penalità all'Intelligenza. Il "lato umano" non prevale come nel mezzelfo: è limitato nella scelta dei linguaggi bonus (cioè conosciuti da individui particolarmente intelligenti) e la "classe preferita" è solo quella del Barbaro.

### Ambientazioni

#### Forgotten Realms
Nei Forgotten Realms, esistente solo nel Faerûn, il mezzorco non si discosta molto dal modello "classico" descritto nel Manuale del Giocatore. La loro presenza varia significativamente da regione a regione; in generale, sono molto più numerosi a nord, dove gli orchi abbondano. In particolare, nel Vaasa esiste il villaggio di Palischuk, 9 000 abitanti, in cui vivono esclusivamente mezzorchi; forse spinti dalla necessità di sopravvivere in una terra così ostile, questi mezzorchi sono in pace con i vicini insediamenti nanici ed umani, commerciano con loro e, forse, sarebbero anche disposti a combattere fianco a fianco contro un nemico comune. Per il mezzorco non c'è, a differenza di altre razze, un'ulteriore suddivisione in sottorazze.

## Treant
I treant sono degli esseri immaginari appartenenti alla letteratura fantasy. Il nome deriva dalla contrazione delle parole inglesi tree (albero) e giant (gigante).
I treant sono descritti come alberi umanoidi in grado di spostarsi, in taluni casi grazie alle loro radici mentre in altri grazie a gambe e piedi. Solitamente sono molto più longevi delle altre specie, e posseggono una notevole saggezza. In generale rappresentano le forze della natura.
Alcuni esempi di treant si possono trovare nella letteratura fantasy:
- gli Ent de Il Signore degli Anelli di J.R.R. Tolkien
- gli alberi e le ninfe dei boschi delle Cronache di Narnia di C.S. Lewis
- Il popolo della Foresta dei Gormiti
- Groot personaggio dei fumetti Marvel Comics

Questo tipo di personaggio è stato ripreso anche nei moderni giochi di ruolo di  ambientazione fantasy, come ad esempio Smite, Dungeons & Dragons, Warcraft, Florensia e The Exiled Realm of Arborea.